# Goeldia chinipensis
Goeldia chinipensis är en spindelart som beskrevs av Robin Ernest Leech 1972. Goeldia chinipensis ingår i släktet Goeldia och familjen stenspindlar. Inga underarter finns listade i Catalogue of Life.